# Episodi di Maledetti scarafaggi (terza stagione)
La terza stagione di Maledetti scarafaggi è andata in onda in Francia su Canal+ Family a partire dal 18 ottobre 2008.
In Italia è andata in onda per la prima volta in chiaro su Hiro dal 22 luglio 2009. Questa è l'ultima stagione ad andare in onda sulle reti Mediaset, in quanto i diritti della quarta sono stati acquistati da Discovery Italia. Nel 2014 la stagione è tornata in onda su Boomerang e Boing.
Nel 2015 viene trasmessa su Frisbee per la prima volta dal 15 giugno alle 15:30 col titolo Oggy e i maledetti scarafaggi, la sigla originale con la lingua inglese dal titolo della prima stagione e della seconda stagione. Dal 2016 la stagione è stata trasmessa anche su K2 sempre col titolo Oggy e i maledetti scarafaggi come su Frisbee. Dal 20 febbraio 2017 la stagione viene ritrasmessa su K2 e su Frisbee con alcune modifiche e col titolo Oggy Forever.[1]
| n° | n°  | Titolo originale                | Titolo italiano            | Prima TV Francia | Prima TV Italia                                  |
| -- | --- | ------------------------------- | -------------------------- | ---------------- | ------------------------------------------------ |
| 53 | 157 | Octopus                         | Il polipo                  | 18 ottobre 2008  | Octopus (15 Ottobre 2009)                        |
| 53 | 158 | Chat de berger                  | Gatto da pastore           |                  | Sheepcat (10 Novembre 2009)                      |
| 53 | 159 | Gardiens de nuit                | Guardiani notturni         |                  | Night Watchmen (21 Novembre 2009)                |
| 54 | 160 | Cafards abandonnés              | Scarafaggi abbandonati     |                  | Abandoned Cockroaches (18 Dicembre 2009)         |
| 54 | 161 | La Vie de château               | Festa per V.I.P.           |                  | V.I.P. Party (10 Gennaio 2010)                   |
| 54 | 162 | Le Gros Bleu                    | Immersioni                 |                  | Scuba Diving (8 Febbraio 2010)                   |
| 55 | 163 | Oggy et les Chaussures magiques | Oggy e le scarpe magiche   |                  | Oggy and the Magic Shoes (24 Febbraio 2010)      |
| 55 | 164 | Casino                          | Il casinò                  |                  | Casino (20 Marzo 2010)                           |
| 55 | 165 | Oggy prend les rennes           | Oggy Babbo Natale          |                  | Santa Oggy (25 Novembre 2010)                    |
| 56 | 166 | Vive les mariés !!!             | Novelli sposi              |                  | Just Married! (23 Maggio 2011)                   |
| 56 | 167 | Carottes vivantes               | Carote viventi!            |                  | Living Carrots (23 Maggio 2011)                  |
| 56 | 168 | Les Naufragés                   | Gatti naufraghi            |                  | Castaway Cats (24 Maggio 2011)                   |
| 57 | 169 | Transamazonienne                | La trans-amazzonica        |                  | Transamazon-ians (24 Maggio 2011)                |
| 57 | 170 | Baptême de l'air                | Il primo volo              |                  | First Flight (25 Maggio 2011)                    |
| 57 | 171 | Invincible                      | Invincibile                |                  | Invincible (25 Maggio 2011)                      |
| 58 | 172 | Volte-face                      | A rovescio                 |                  | Inside Out (26 Maggio 2011)                      |
| 58 | 173 | Tribulations en Chine           | Scarafaggi inestimabili    |                  | Priceless Roaches (26 Maggio 2011)               |
| 58 | 174 | Le Monde du dessous             | Il mondo sotto di noi      |                  | The World Underneath (27 Maggio 2011)            |
| 59 | 175 | Papa Poule                      | Uova d'oro                 |                  | Golden Eggs (28 Maggio 2011)                     |
| 59 | 176 | Opération Termites              | Termite Terminator         |                  | Termite-ator (29 Maggio 2011)                    |
| 59 | 177 | La Guerre du mini-golf          | La guerra del Minigolf     |                  | The Mini-Golf War (30 Maggio 2011)               |
| 60 | 178 | Oggywood                        | Il bosco di Oggy           |                  | Oggywood (30 Maggio 2011)                        |
| 60 | 179 | En selle                        | Corsa a cavallo            |                  | Horse Ride (31 Maggio 2011)                      |
| 60 | 180 | Le Crabe à Oggy                 | Il granchio di Oggy        |                  | Oggy's Crab (11 Luglio 2011)                     |
| 61 | 181 | Le Fugitif                      | Fuggiasco                  |                  | The Fugitive (28 Dicembre 2011)                  |
| 61 | 182 | L'Ancêtre                       | L'antenato                 |                  | The Ancestor (13 Marzo 2012)                     |
| 61 | 183 | Les Princes de la glisse        | È l'ora del surf           |                  | Surf's On (8 Aprile 2012)                        |
| 62 | 184 | Qui veut voler des millions?    | Rapina a mano armata       |                  | Hold Up (16 Giugno 2012)                         |
| 62 | 185 | Rapid'zza                       | Ti va una pizza?           |                  | Fancy-a-Pizza (16 Giugno 2012)                   |
| 62 | 186 | La Mamie d'Oggy                 | La nonna di Oggy           |                  | Oggy's Grandma (14 Luglio 2012)                  |
| 63 | 187 | Enfermé dehors                  | Chiuso fuori               |                  | Locked Outside (23 Luglio 2012)                  |
| 63 | 188 | Leçon de cartoon                | Lezione di cartoni         |                  | Cartoon Lesson (1 Agosto 2012)                   |
| 63 | 189 | Affreux, Sale et Gentil         | Brutto, sporco e buono     |                  | Ugly, Dirty and Good (12 Agosto 2012)            |
| 64 | 190 | Trois pièces cuisine            | Il trasloco                |                  | Moving Out (25 Agosto 2012)                      |
| 64 | 191 | Péril au périscope              | Guai seri                  |                  | Deep Trouble (25 Agosto 2012)                    |
| 64 | 192 | La Cigale et le Cafard          | La cicala e gli scarafaggi |                  | The Cicada and the Cockroach (14 Settembre 2012) |
| 65 | 193 | Le Sosie d'Oggy                 | Il doppione di Oggy        |                  | Oggy's Double (14 Settembre 2012)                |
| 65 | 194 | Police Académie                 | Per servire e proteggere   |                  | To Serve and Protect (30 Settembre 2012)         |
| 65 | 195 | Formule 1                       | Formula 1                  |                  | Formula 1 (5 Ottobre 2012)                       |

## Il polpo
Oggy si prepara la sua cena a base di polpo e sushi, ma non sa che è un animale vivo e si rifiuta di tagliarlo. Nasce così l'amicizia, ma Jack non sa che ritorsioni potrebbe avere il suo rapporto con Lui e riesce a spezzarla e come soluzione decide di mangiare i tentacoli, che invece si muovono facendo mettere sia i due gatti che gli scarafaggi ad inseguirli. 

## Gatto da pastore
Il pastore, tipo severo, chiede ad Oggy di occuparsi delle pecore, mentre se ne va. Lui lo fa, ma gli Scarafaggi saranno presenti e cercano di rovinare il suo affare personale.

## Guardiani notturni
Oggy e Jack sono i guardiani notturni di una fabbrica nucleare; il manager li avverte che qualsiasi uso improprio dei prodotti potrebbe far saltare in aria la fabbrica e vieta loro di scherzare. Non molto tempo dopo che se n'è andato, Jack si rilassa e gli scarafaggi si fanno vedere. Questi tre burloni in un posto pericoloso come questo sono una grande bandiera rossa per Oggy, e ora li ha neutralizzati prima che il disastro colpisca!

## Scarafaggi abbandonati
Oggy e Jack sono pronti per andare in vacanza, ma gli scarafaggi vogliono venire. Jack rifiuta, ma mentre si prepara a buttarli fuori, Oggy ha un'idea migliore: lascia che i tre piccoli vengano con loro, con l'intenzione di abbandonarli quando meno se lo aspettano. Quando Oggy riesce ad abbandonarli a una stazione di servizio, gli astuti insetti tornano di soppiatto e sabotano l'auto come punizione! Ora i gatti dovranno trovare sia un passaggio che un modo per scrollarseli di dosso.
Curiosità:
Nella foresta, Oggy e Jack guidano e investono una donna e i suoi animali che lei assomigliando molto a Biancaneve.

## Festa per V.I.P
Lord Latouille invita Oggy nella sua villa per una festa, dal momento che è tecnicamente una celebrità. A nessuno importa molto però, e le cose vanno storte. Tra amori fortunati e sfortunati, Oggy è inoltre abbastanza sfortunato da incontrare il suo prima del previsto.

## Immersioni
Un uomo Maori porta Oggy e Jack a fare immersioni sull'isola. Una volta che tutti sono preparati, l'evento può iniziare. Ma nemmeno il mare blu profondo impedirà ai loro più grandi nemici di seguirli per causare problemi; fanno sbranare i gatti da un calamaro arrabbiato, poi notano uno squalo addormentato e decidono di svegliarlo...
Curiosità:
Gli scarafaggi vedono un pesce pagliaccio assomiglia a Nemo del film d'animazione Alla ricerca di Nemo.

## Oggy e le scarpe magiche
Oggy trova un paio di belle scarpe e le porta a casa con loro. Agli scarafaggi all'inizio non importa; preferirebbero usarli per fare uno scherzo a Oggy. Ma queste non sono scarpe normali; camminano, corrono e persino ballano da soli! Così Oggy decide di usarli per diventare famoso; funziona davvero! È prenotato per esibirsi al teatro dell'opera stasera. Ma Joey è geloso. Molto geloso... Costringe i suoi compari a rubare le scarpe.

## Il casinò
Fortunato Oggy! Il suo assegno da un milione di dollari è arrivato. Ma Jack ha un'idea migliore; perché non andare in un casinò e giocare d'azzardo? Con l'assegno, Jack ottiene un carico di fiches e ne lascia una da usare a Oggy. A quanto pare, Jack è un povero giocatore d'azzardo e Oggy vince una montagna di monete con la sua fiche da portare a casa... se riesce a catturare prima gli scarafaggi che pizzicano un penny.

## Oggy Babbo Natale
Gli scarafaggi cattivi fanno male a Babbo Natale sul lavoro! Oggy è mortificato e giura di prendersi cura di colui che porta gioia a Natale. Ma quando Babbo Natale vede quanto può essere estremo l'"aiuto" di Oggy, decide di prendersi cura di se stesso e incarica Oggy di fare la sua corsa annuale. Oggy è entusiasta di aiutare, ma essere Babbo Natale non è facile; non tutti, meno di tutti i tre prepotenti, sono disposti ad accettare questo nuovo "Babbo Natale"...

## Novelli Sposi
Jack si sposa con un barboncino francese! Oggy non potrebbe essere più felice, soprattutto perché suo cugino vuole che sia il suo testimone! Ma è davvero una buona scelta? Vedi, gli scarafaggi si sono uniti per far crollare il matrimonio e Jack deve vedere che Oggy li rimuove rapidamente. Forse un rilevatore di scarafaggi sventerà i tre demolitori? Probabilmente no...

## Carote Viventi!
Le verdure nella casa di Oggy hanno preso vita! Tutti insistono che Oggy non li mangi. Oggy è d'accordo, ma ha ancora fame. Cosa fare? Il loro capo, la carota, ha un'idea: proveranno a fare di Oggy un feroce predatore carnivoro. Oggy è sfortunatamente un predatore davvero patetico; non può nemmeno cacciare uccellini per salvarsi la vita. Cosa mangerà Oggy allora?

## Gatti naufraghi
Oggy e Jack cadono accidentalmente dalla loro nave da crociera a causa degli scarafaggi, che vengono poi rapidamente cacciati dal capitano. L'equipaggio arriva su un'isola, dove ogni gruppo vive la propria avventura: Oggy si gode una vita in stile Robinson Crusoe, Jack desidera disperatamente usare qualsiasi cosa per scappare e i tre parassiti si scontrano con un altro naufrago affamato e il suo animale domestico...

## La trans-amazzonica
Oggy e Jack sono in viaggio in Amazzonia, dove incontrano la gente del posto amichevole, che li introduce al loro stile di vita, alle prelibatezze degli scarafaggi e alle pistole a dardi avvelenati. Gli scarafaggi antropomorfi sparano a Jack con una pistola, mettendolo al tappeto! Oggy deve portarlo all'ospedale più vicino per curare il ronzio, ma il vero veleno sta solo entrando...

## Il primo volo
Jack ha deciso di lasciare che Oggy faccia volare il suo aereo. È già abbastanza brutto che sia un vecchio aereo malconcio degli anni '30, ma i tre parassiti sembrano trovarlo divertente; dirottano l'aereo con l'intenzione di regalare a Oggy un volo da incubo! Riusciranno lui e Jack a fermare i pazzi e assicurarsi che l'aereo atterri in sicurezza?

## Invincibile
Jack vorrebbe leggere il giornale, ma l'inseguimento di Oggy con gli Scarafaggi non glielo permette, e il gatto verde manda tutti e quattro fuori. Ad un tratto Oggy cade sulla strada e viene investito ripetutamente dai veicoli che passano. Jack lo salva e gli suggerisce di pensare alle cose che gli fanno passare il tempo per disfarsene dei disastri degli insetti, persino il gioco dell'imitazione dei supereroi. Lui accetta la cosa e incomincia a farla, facendolo essere come braccio destro. Per Jack non potrebbe essere facile mentre le missioni avanzano. La fama arriva quando un uomo, che infastidisce una vecchia, vuole picchiarla e diventare cattivo. Jack inizierà a dargli una lezione lanciandosi all'inseguimento, ma sarà lui ad essere messo fuorigioco grazie a Bob visto che gli ha distrutto i suoi fiori. Al ritorno a casa Oggy trova i tre parassiti supereroi, e Jack, fasciato, si guardia la televisione. Episodio ispirato ai fumetti di Batman.

## A rovescio
Il telescopio della strega cade dalla scopa e arriva nella casa di Oggy. Lui tenta in questo stratagemma di sconfiggere gli Scarafaggi, ma niente è come sembrava, visto che gli insetti lo faranno arrivare subito nelle loro mani. Così facendo, invertono i ruoli degli abitanti: loro diventano grandi e Oggy, Jack, Bob e Animville diventano piccoli. Ma per decidere chi dovrebbe essere il più grande, nasce una serie di tensioni tra il trio. Sarà la strega, che ha ritrovato l'oggetto, a far ritornare tutto alla normalità.

## Scarafaggi inestimabili
Oggy cattura gli scarafaggi che cercano di rovinare il suo viaggio in Cina, quindi quando un negoziante di pegni si offre di comprarglieli, accetta allegramente. Ma uno sguardo alle facce pietose degli scarafaggi gli fa cambiare idea; sono rimasti con lui da sempre! Non può riacquistarli però; l'uomo avido ha alzato i prezzi mentre era via ed è molto più duro di quanto sembri. Oggy ricorre a rubarli, ma troppo tardi: sono stati venduti!

## Il mondo sotto di noi
Gli Scarafaggi riescono ad intrappolare Oggy sotto le pareti della sua casa. Jack, appena arrivato, si mette a lavoro per liberarlo. Si fa aiutare erroneamente dagli Scarafaggi, che si lasciano convincere. Infine, dopo che la missione è compiuta, fa una danza in giardino per passarsi il tempo.

## Uova d'oro
Una gallina apparentemente normale si fa strada nel cortile di Oggy. Oggy non può semplicemente liberarsene, quindi lo adotta come animale domestico. Questa gallina ha un piccolo segreto: può deporre uova d'oro! Una volta che Oggy lo scopre, scappa immediatamente per depositarlo in banca. Gli scarafaggi, volendone uno a loro volta, si dirigono a rapire la gallina, cosa non facile...

## Termite Terminator
Gli scarafaggi assumono il loro cugino termite per aiutarli a entrare negli armadi di Oggy. Il piccolo insetto è apparentemente innocuo, ma con le sue affilate dentiere di metallo può mangiare qualsiasi cosa. Oggy non riesce a capire perché i tre bulli abbiano più fortuna a rubargli il cibo, o perché tutto stia scomparendo davanti a lui. La termite, da parte sua, inizia a ritardare la sua accoglienza, a scapito di entrambe le parti...

## La guerra del Minigolf
Jack invita Oggy a fare una partita a minigolf. Anche gli scarafaggi maledetti sono in giro, godendosi entrambi i campi da minigolf e rovinando i turni di Jack. Jack si sforza di vincere almeno un round e sconfiggere gli scarafaggi, ma la sua fortuna sembra prendere una brutta piega oggi. Oggy, d'altra parte, continua a ottenere ogni buco in uno possibile.

## Il bosco di Oggy
Oggy è a Hollywood ed è impaziente di incontrare il suo attore preferito: Henry Dupont. Ci sono anche gli scarafaggi malvagi; espellono l'autista e i passeggeri dal treno turistico di Oggy e iniziano a guidare come un matto. Oggy sale in testa al treno per fermarli, e presto iniziano la solita battaglia... il tutto parodiando vari film tra cui Indiana Jones, King Kong, Titanic, E.T. l'extra-terrestre, Salvate il soldato Ryan e Guerre stellari e cliché di Hollywood.

## Corsa a cavallo
Jack ha stretto amicizia con un fantino e ha portato con sé il suo maestoso, anche se leggermente arrogante, cavallo. I due devono andare da qualche parte, quindi Jack affida a Oggy il cavallo per il momento. Oggy non è particolarmente entusiasta, ma la prospettiva di una passeggiata a cavallo lo convince a provarci, trasformando il cortile in un percorso ad ostacoli per il cavallo. Ma quando gli scarafaggi, e in particolare Dee Dee, interferiscono, l'intero spettacolo diventa un disastro solo loro possono godersi...

## Il granchio di Oggy
Gli scarafaggi rubano la borsa della spesa di Oggy, ma sono delusi di non trovare altro che prodotti per la pulizia. Tuttavia, trovano un granchio, che pensano sia un bersaglio facile. Non molto tempo dopo, il granchio li attacca e li caccia fuori di casa. Oggy è inizialmente felice e lascia che il granchio rimanga con lui. Il granchio è un cacciatore di scarafaggi efficiente, ma è un po' troppo appiccicoso a Oggy. Questo non significa entrare nella sovrappopolazione di granchi di massa che Oggy trova il giorno dopo a casa sua...

## Fuggiasco
Oh no! Oggy ha apparentemente ucciso Dee Dee per caso, impedendogli di fare irruzione nel frigorifero. Joey e Marky sono devastati, ma Dee Dee non è morta; sta fingendo. I suoi fratelli capiscono il suo gioco e chiamano la polizia su Oggy per metterlo nei guai. Oggy è diventato un fuggitivo, pedinato dalla legge guidato da un piccolo ma insistente ispettore che vuole catturare il "criminale". Joey e Marky, ovviamente, aiutano l'ispettore nella sua missione...

## L'antenato
Oggy cade in un buco profondo mentre fa giardinaggio. Mentre esplora sottoterra, trova uno scarafaggio preistorico congelato, che porta a casa per metterlo in frigorifero. Gli scarafaggi di oggi decidono di scongelarlo e scoprono che è l'antenato di Joey! Gli mostrano felicemente come funziona il mondo moderno, fanno uno scherzo a Bob il vicino con il suo potente ruggito... Nel frattempo, Oggy va a mostrare a Jack le sue scoperte, solo per scoprire che se n'è andato. Poi ricorda cosa mangiavano gli scarafaggi preistorici...
Curiosità:
Dee Dee tira fuori la ricetta per vedere sottaceti di carne di gatto dove c'è un ratto con il cappello da chef nella copertina che assomiglia a Rémy di Ratatouille.

## È l'ora del surf
Jack porta Oggy a fare surf. Ma se è un vero professionista, allora Oggy non lo è: viene spinto, battuto e sbattuto in giro da tutte le onde e dai bagnanti grazie alla sua tavola fuori misura. Oggy riesce a trovare una soluzione a un problema, aiutando anche Jack dopo che Bob ha rotto la sua tavola a causa di un incidente. Ma poi arrivano gli scarafaggi e costruiscono le proprie tavole da surf...

## Rapina a mano armata
Oggy è un magazziniere alla Banque de France, e deve scaricare una grande quantità di banconote dal suo camion... se riesce a capire come usare il carrello a mano. Ed è meglio che impari in fretta; gli scarafaggi arrabbiati l'hanno dirottato come vendetta per averli accidentalmente investiti! Oggy insegue il trio in giro per il magazzino su un altro camion a mano, ma riuscirà a fermarli in tempo e finire il suo lavoro prima che il suo capo torni?

## Ti va una pizza?
Jack apre una super pizzeria nel giardino di Oggy, ambientata però dentro un camioncino. Gli fa fare un nuovo lavoro: il consegnatore di pizze. Il primo cliente che vuole una delle pizze è Bob, che è molto affamato. Oggy si mette all'opera per consegnargliela, ma non è tanto felice nel farlo: Gli Scarafaggi si stanno divertendo molto a sabotare il suo nuovo lavoro. Stufo, il gatto non né vuole più sapere. Tuttavia, Jack gli chiede se vuole una pizza, e lui è d'accordo, con tanta felicità. Diventa così un cliente per pietà, ma, non appena apre la porta, gli Scarafaggi iniziano a rubarla, costringendo a Jack ad acchiaparla.

## La nonna di Oggy
La nonna di Oggy torna per una visita e Oggy e i tre parassiti sono eccitati per le loro stesse ragioni; Oggy vuole darle il benvenuto e gli scarafaggi vogliono spaventarla scioccamente! Così, quando arriva la vecchia signora apparentemente innocua, Oggy la accoglie e il trio inizia le battute. Tuttavia, la nonna di Oggy non è debole; non appena Oggy volta le spalle, combatte e sconfigge gli scarafaggi maligni ad ogni turno, tutto grazie al suo tè speciale!

## Chiuso fuori
Oggy butta la spazzatura, ma al ritorno si rende conto di essere rimasto chiuso fuori dagli Scarafaggi. Tenta allora di rientrare dalle altre parti della casa, ma invano. Jack arriva e lo rimette nell'edificio sollevandolo con una Gru, ma anche l'interno è stato chiuso a chiave. Jack deve rimettere tutto a posto.

## Lezione di cartoni
Oggy sta guardando alcuni vecchi cartoni animati su un cacciatore e sulla sua nemesi canguro che ha trovato mentre puliva la soffitta. L'interferenza degli scarafaggi provoca un incidente che fulmina il quartetto... nel cartone animato! Oggy cade da una scogliera inseguendo gli scarafaggi e incontra i suoi idoli, che hanno pietà di lui e gli offrono varie trappole per catturare gli scarafaggi. Ma Oggy ha quello che serve per padroneggiare le loro trappole da cartone animato, o le leggi per quella materia?
Curiosità:
Questo episodio è una combinazione dei cartoni animati di Beep Beep e Bugs Bunny dei Looney Tunes.

## Brutto, sporco e buono
I tre parassiti stavano cercando di razziare il frigorifero di Oggy quando il gatto li sventa facilmente. Si prepara a punire Joey, che è stato lasciato indietro... ma qualcosa è cambiato in lui: diventa docile, gentile e vuole stare con Oggy, che accetta allegramente. Dee Dee e Marky, che scoprono questo cambiamento improvviso nel modo più duro, scoprono che ha un'amnesia. Dee Dee suggerisce di colpire in testa per aiutarlo a ritrovare i suoi ricordi, ma come possono avvicinarsi a Joey senza farsi picchiare?

## Il trasloco
Oggy è stufo di subire gli scherzi e gli inseguimenti con gli Scarafaggi nella sua abitazione e inizia a trasferirsi in città, cercando una nuova casa, ma anche lì succederanno delle cose davvero terribili. Il gatto non ne può più, e inizia a tornare nella sua vecchia casa. Nel processo di un nuovo inseguimento con gli Scarafaggi, arrivano le loro tre controparti che sono più cattive di loro. I dubbi in ogni caso non sembrano placarsi.

## Guai seri
Oggi, Oggy e Jack sono soldati della Marina, che si preparano a scendere con i loro compagni sott'acqua in un sottomarino. Ma i turbolenti scarafaggi li raggiungono e Oggy non può avvertire Jack in tempo! Una volta che tutti si sono sistemati, iniziano la loro malizia ed espellono l'intero equipaggio. Poi Dee Dee e Marky scoprono qualcosa di divertente: la stanza dei missili! Gli insetti maniacali in un posto del genere non sembrano divertenti ...

## La cicala e gli scarafaggi
Una piccola cicala si ritrova bloccata tra i denti di Oggy. Il gatto blu la porta a casa, la adora e le regala persino un albero adorabile in cui vivere. La cicala, in cambio, aiuta Oggy a fare amicizia con il suo vicino Bob con il suo adorabile battito d'ali. Agli scarafaggi, e soprattutto a Joey, non piace e vogliono che se ne vada comunque, soprattutto quando la stagione degli amori lo fa impazzire...

## Il doppione di Oggy
Oggy incontra un altro gatto... una sua copia esatta! I due sono veloci amici in pochissimo tempo. Quando Jack viene a trovarlo e vede il nuovo arrivato, è inizialmente scioccato, ma una volta che ha capito la situazione, anche lui è felice di incontrarlo. Poi Jack ha un'idea per uno scherzo: il trio inganna gli ignari scarafaggi facendogli credere che Oggy sia ovunque! Il povero Joey sta per perdere la testa...

## Per servire e proteggere
Jack sveglia Oggy; oggi c'è il reclutamento del campo di polizia e vuole che entrambi partecipino. Oggy preferirebbe fare le sue cose, ma Bob, il loro esaminatore, lo tira indietro; nessuno lascia il campo senza addestramento una volta entrato. Anche il trio di scarafaggi si unisce al campo per causare problemi, facendo sembrare Jack un pazzo di fronte a Bob... e Oggy, un poliziotto modello.

## Formula 1
Jack invita Oggy a vederlo partecipare alla grande gara di Formula 1. Oggy fa un giro del luogo di gara e si siede mentre Jack si sta godendo la fama di un pilota. Ma non per molto: i maledetti scarafaggi si trascinano, riempiono il bicchiere d'acqua di Jack con un sonnifero e prendono il suo posto. Conoscendo il caos che ne deriverà, Oggy salta su un'altra macchina da corsa. La gara è iniziata!